# نقطه ثابت

این عکس، سه نقاط ثابت تابع را نشان می‌دهد.

در ریاضیات، یک نقطۀ ثابت از یک تابع، نقطه‌ای است که به وسیلۀ تابع به خودش نگاشت می‌شود. به مجموعه‌ای از نقاط ثابت، مجموعۀ ثابت می‌گویند. به زبان ساده‌تر، یعنی {\displaystyle c} نقطۀ ثابت از تابع {\displaystyle f(x)} است اگر و تنها اگر {\displaystyle c=f(c)} .
نقطه ثابت به این معناست که نقطۀ {\displaystyle (x,f(x))} روی خطّ {\displaystyle x=y} قرار دارد و یا در مختصات‌های دیگر روی خطّی است که بیان‌گر خطّ {\displaystyle y=x} در آن مختصات است.
برای مثال، در تابع زیر که روی مجموعۀ اعداد حقیقی تعریف شده است،
{\displaystyle f(x)=x^{2}-3x+4}
۲ یک نقطۀ ثابت است، زیرا {\displaystyle f(2)=2} .
همۀ توابع دارای نقطۀ ثابت نیستند. برای مثال، تابع {\displaystyle f(x)=x+1} به ازای هیچ نقطه‌ای در برابری {\displaystyle x=x+1} صدق نمی‌کند.